# II Assemblea nazionale del popolo
La II Assemblea nazionale del popolo (cinese: 第一届全国人民代表大会) fu eletta nel 1959 e restò in carica fino al 1964. Era composta da 1226 deputati e si riunì in quattro sessioni, la prima delle quali si tenne nell'aprile 1959. 
La Il Assemblea elesse le nuove cariche dello Stato:
- presidente della Repubblica Popolare Cinese: Liu Shaoqi;
- vicepresidenti della Repubblica Popolare Cinese: Song Qingling e Dong Biwu;
- presidente del Comitato permanente dell'Assemblea nazionale del popolo: Zhu De;
- primo ministro del Consiglio di Stato: Zhou Enlai;
- presidente della Corte suprema del popolo: Xie Juezai;
- procuratore capo della Procura suprema del popolo: Zhang Dingcheng.